# Configuration d'aile
Vous lisez un « bon article » labellisé en 2011.
Depuis les débuts de l'aviation, de nombreuses configurations d'aile ont été imaginées pour assurer la sustentation des « plus lourds que l'air », expression utilisée dès les années 1860. Copiant parfois dans un premier temps celles des animaux volants, les ailes adoptent au début du XXe siècle les dispositions que l'on connaît aujourd'hui.
Pour augmenter la surface portante de leurs avions lourds et peu motorisés, les pionniers de l'aviation multiplient le nombre d'ailes qui composent la voilure, à l'image du Flyer des frères Wright ou du Voisin-Farman 1907. Avec l'augmentation de puissance des motorisations, la configuration monoplan s'impose finalement, la vitesse permettant de compenser la diminution de portance liée à la diminution de la surface portante. Les voilures vont constamment se perfectionner, augmentant leur portance maximale pour porter des charges toujours plus élevées, et réduisant leur traînée de profil pour voler plus vite et plus loin en consommant moins de carburant. Dans les années 1970, des ailes à géométrie variable sont développées pour profiter des avantages de différentes configurations d'aile selon les situations de vol.

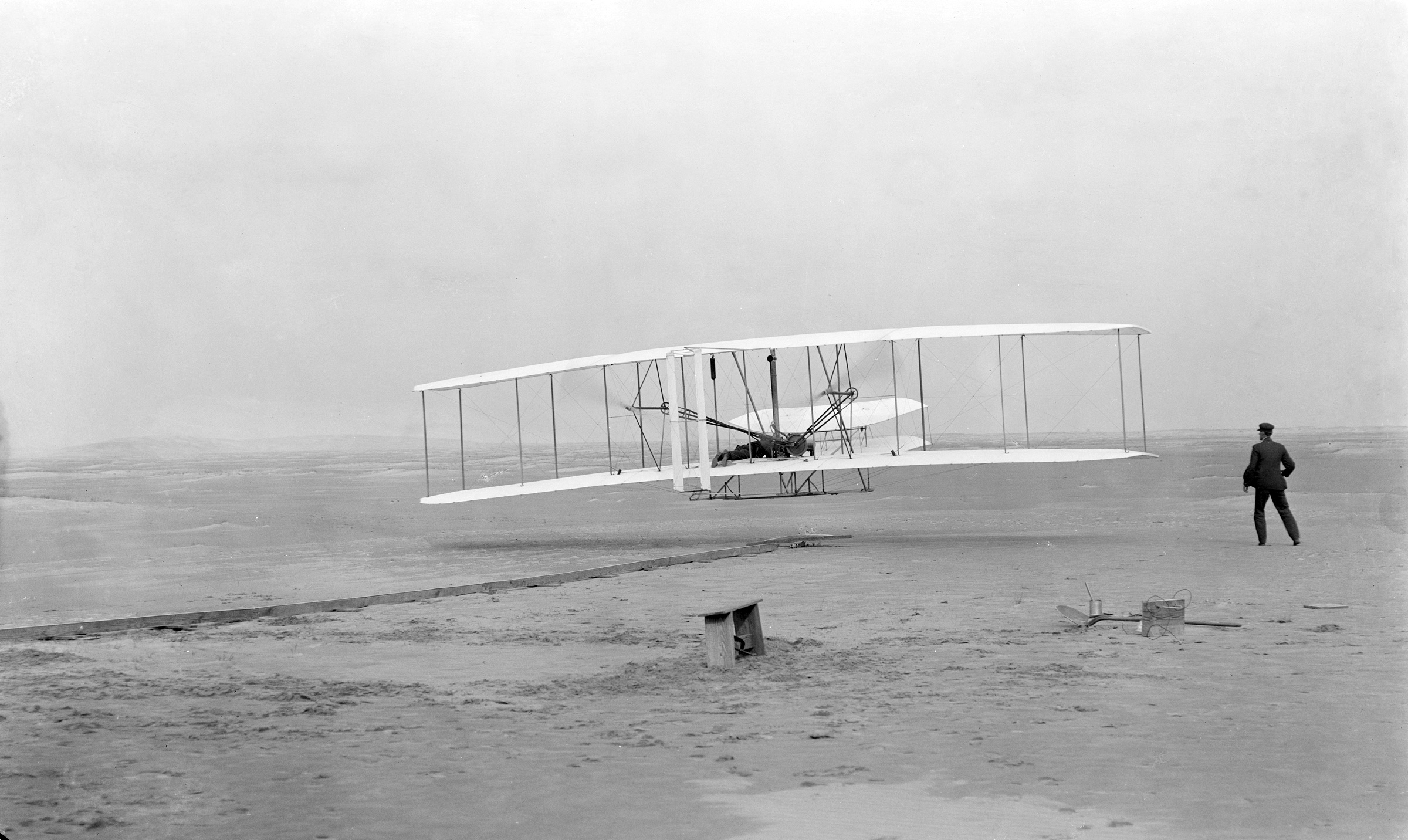
Un Wright Flyer, avion-canard biplan à plusieurs rangées de mâts, qui effectue le premier vol motorisé et contrôlé de l'histoire en 1903.

## Définition
Le terme « aile » peut désigner toute la voilure portante d'un aérodyne (aile libre, aile delta, aile volante), mais aussi un élément particulier de cette voilure (aile droite ou gauche, aile supérieure ou inférieure, aile avant ou arrière).

### Monoplan

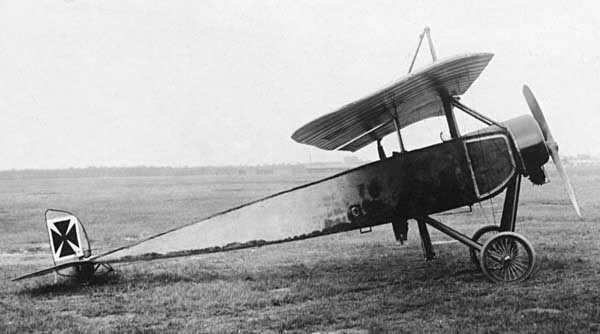
Monoplan à aile parasol Morane-Saulnier 1913.

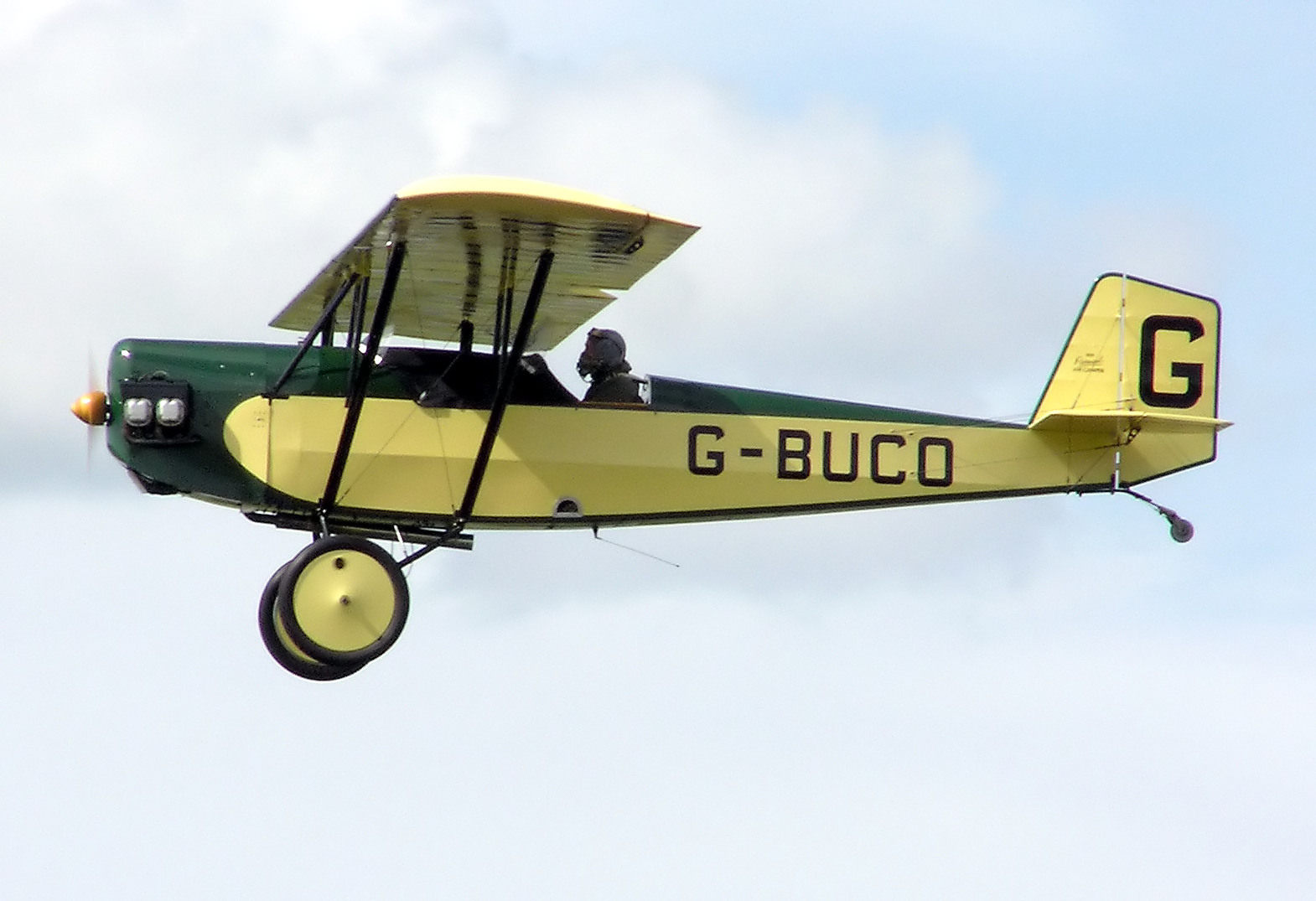
Pietenpol - aile parasol.

Un monoplan est un aérodyne, avion ou planeur, n'ayant qu'une seule aile. Elle peut être montée à différentes hauteurs sur le fuselage – en partie basse (aile basse), approximativement au milieu (aile médiane) ou en partie haute (aile haute) – voire au-dessus (aile parasol),. La configuration aile basse permet de dégager le champ de vision du pilote et d'implanter un train d'atterrissage court puisque fixé sur les ailes. Les bimoteurs à hélices sont généralement à ailes hautes car les hélices des moteurs, implantés sur les ailes, sont ainsi moins limitées dans leur dimension par la garde au sol de l'avion.
| Monoplan, aile basse. | Monoplan, aile médiane. | Monoplan, aile haute. | Monoplan, aile parasol. |

### Multiplan

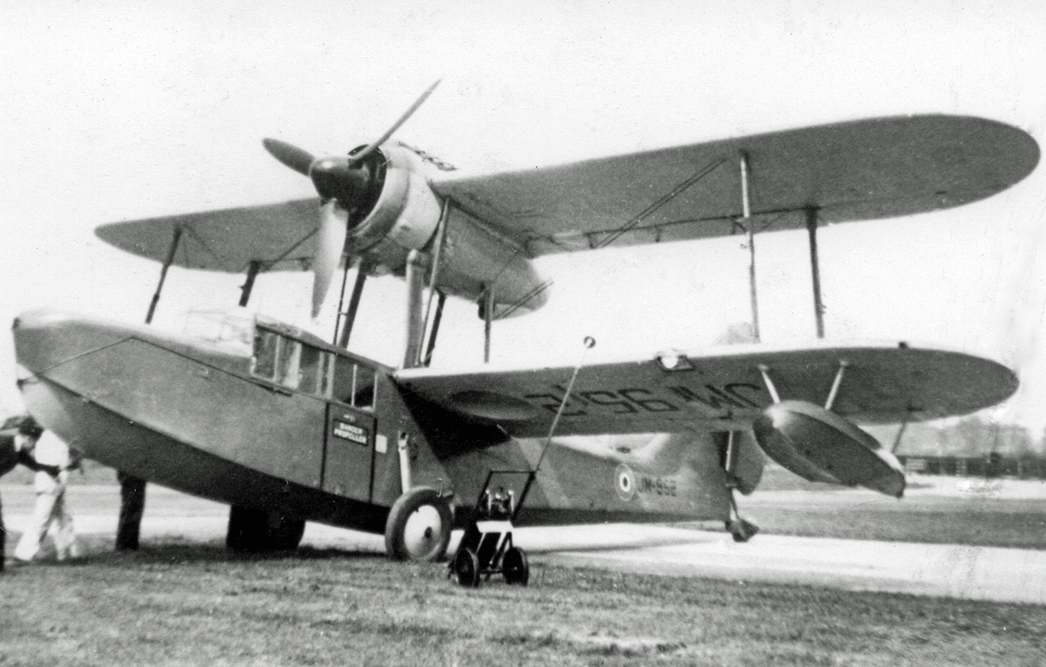
Biplan hydravion Supermarine Sea Otter.

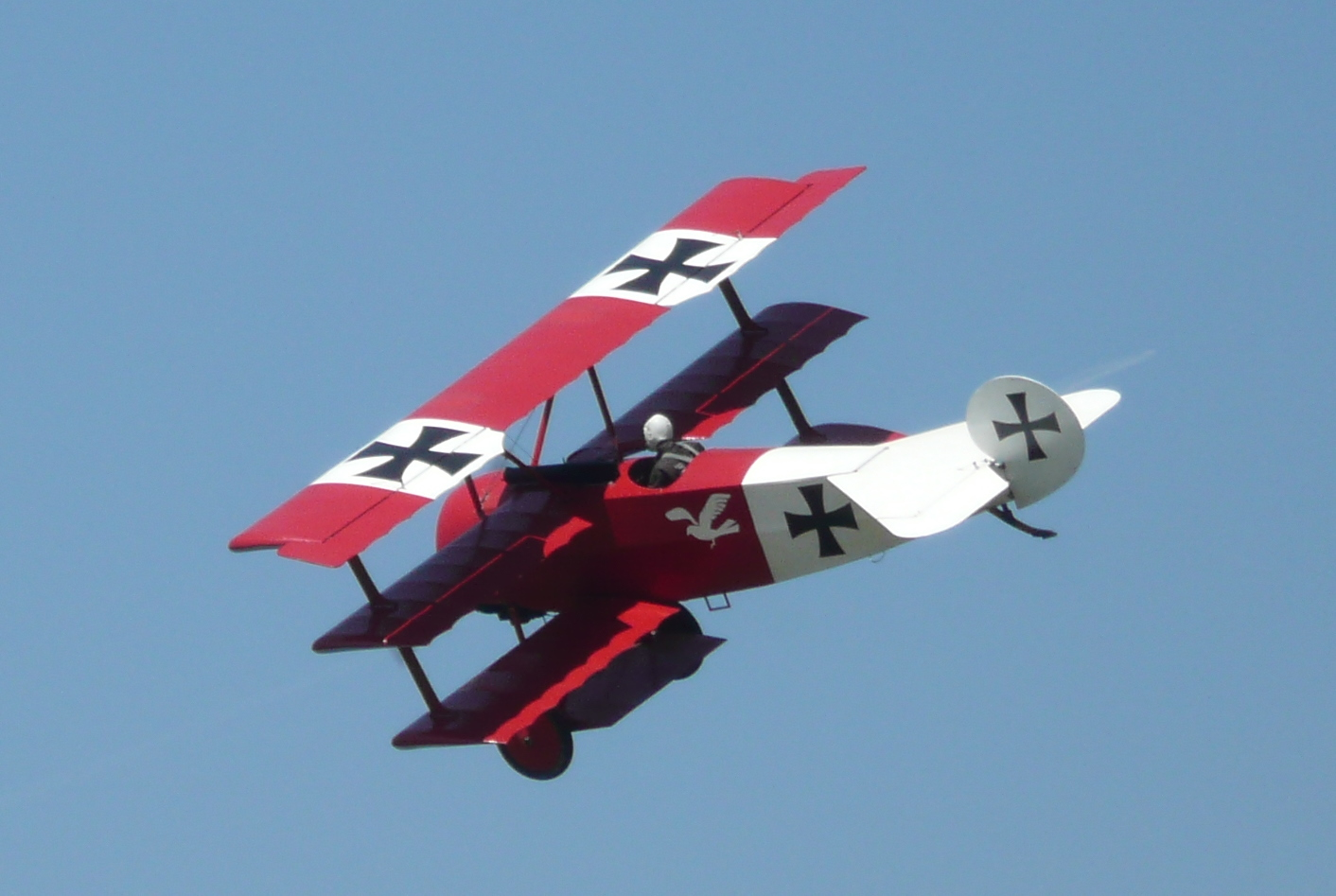
Triplan, réplique du Fokker Dr.I 1917.

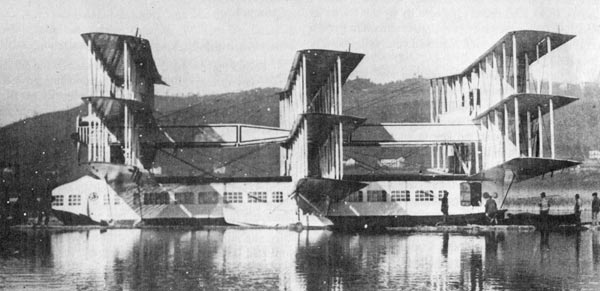
Triple triplan Caproni Ca.60.

Un avion biplan est muni de deux ailes d'envergure le plus souvent égale, placées l'une au-dessus de l'autre. Cette configuration est la plus répandue aux débuts de l'aviation – le premier vol motorisé de l'histoire a été réalisé par un biplan, le Wright Flyer,. En effet, aux débuts de l'aviation, les moteurs sont lourds, peu puissants et la vitesse de vol faible ; il fallait donc une grande surface d'aile pour assurer la portance, ce qui a conduit à réaliser des avions à plusieurs ailes, construites dans des matériaux très légers (tissu, bois, etc.), superposées et reliées entre elles par des mâts et des haubans.
À partir des années 1930 et surtout dès la Seconde Guerre mondiale, la plupart des avions sont devenus monoplans pour atteindre des vitesses plus élevées.
Le sesquiplan (littéralement un et demi en latin) est un biplan dont l'aile basse est d'une surface inférieure à la moitié de celle de  l'aile haute. Cette formule permet de conserver des qualités aérodynamiques proches de celles d'un biplan ordinaire mais avec un poids moindre et une visibilité accrue vers le bas. Le Nieuport 17, aéronef français de la Première Guerre mondiale, est emblématique des sesquiplans. Le sesquiplan inversé est quant à lui un biplan dont l'aile haute est d'une surface inférieure de moitié à celle de l'aile basse ; mis à part quelques aéronefs comme le Fiat CR.1, cette configuration n'a quasiment pas été utilisée.
| Biplan. | Sesquiplan. | Sesquiplan inversé. |

Pour augmenter la portance des ailes sans trop augmenter leur envergure et la masse de l'aile, des avions multiplans (triplan, quadriplan, voire plus) voient également le jour au début du XXe siècle. Les avions de plus de trois plans demeurent peu nombreux dans l'histoire de l'aviation, se révélant finalement moins performants que des biplans. Aucun avion ayant plus de quatre ailes n'a jamais volé avec succès ; le dernier multiplan conçu par Horatio Frederick Phillips, formé de 200 petites ailes, parvint à faire un « bond » de 500 pieds (environ 152 m) en 1907. L'hydravion à coque à neuf ailes (trois ailes triplanes) Caproni Ca.60 n'a volé que brièvement lors de son vol inaugural au-dessus du lac Majeur (4 mars 1921) avant de s'écraser.
Des triplans tels que le Fokker Dr.I du Baron rouge, ont également été conçus au cours de la Première Guerre mondiale, non pas pour augmenter leur surface portante, mais pour diminuer leur envergure et augmenter leur maniabilité ; ils ont été remplacés par des biplans plus performants.
| Triplan. | Quadriplan. | Multiplan. |

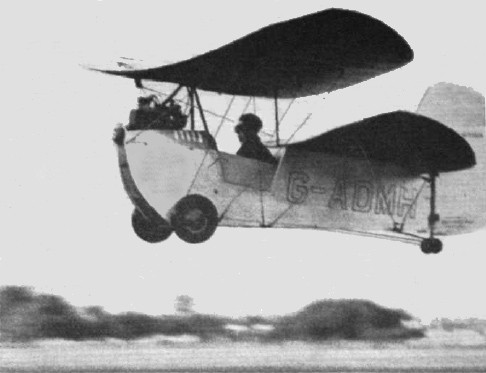
Tandem Pou-du-ciel 1935.

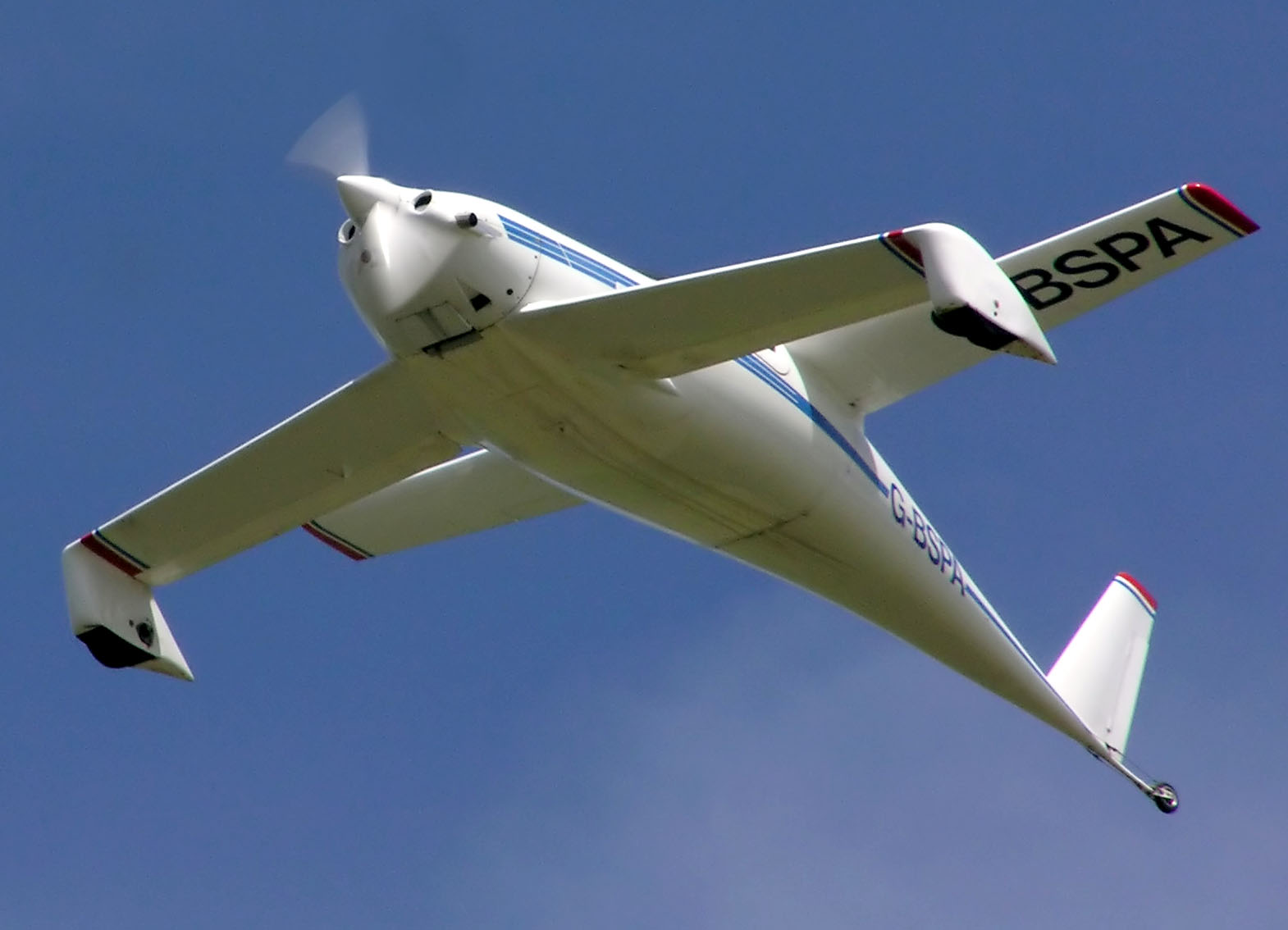
Tandem Quickie Aircraft Q2.

Dans certaines configurations multiplan, les ailes peuvent être décalées dans le plan longitudinal l'une par rapport à l'autre ; cela contribue à l'amélioration de la visibilité vers le bas (l'aile basse étant plus reculée) et leur efficacité aérodynamique en augmentant leur portance maximale (effet de fente),, et en rendant le décrochage plus progressif du fait qu'une des deux ailes décrochera avant l'autre. Atypique, le Beechcraft Staggerwing est un biplan à décalage négatif (l'aile inférieure est placée plus en avant que l'aile supérieure).
Le Darmstadt D-18, avion léger de voltige, inaugure en 1929 une configuration intermédiaire entre les ailes décalées et les ailes en tandem ; le décalage est si élevé que le bord d'attaque de l'aile inférieure est quasiment en dessous du bord de fuite de l'aile supérieure.
| Biplan « classique ». | Biplan à décalage positif. | Biplan à décalage négatif. |

### Ailes en tandem
Un avion à ailes en tandem est un biplan dont les deux plans porteurs sont placés l'un derrière l'autre. Cette configuration a été utilisée notamment par le Pou-du-ciel d'Henri Mignet, les avions Delanne et le Westland P.12 "Wendover", avec l'aile avant surélevée.  Elle est utilisée également depuis 1978 par le Quickie monoplace, suivis par le Q2 et le Dragonfly, avec la disposition inverse, aile avant basse (portant le train principal) et aile arrière haute.

### Aile jointe ou fermée
Un avion à aile en anneau (ou aile jointe) présente une aile non plane, fermée en vue de face, de forme rectangulaire, annulaire ou encore circulaire. L'aile en anneau serait théoriquement la forme adaptée pour réduire l'intensité des tourbillons marginaux, qui sont la principale cause de la turbulence de sillage, tandis que l'aile jointe rectangulaire offre la traînée induite la plus faible pour une portance et une envergure données. La mise en œuvre la plus ancienne d'aile en anneau est le Blériot III (construit en 1906) par Louis Blériot et Gabriel Voisin.
L'aile rhomboédrique ou rhomboïdale est une variante d'ailes en tandem dont les extrémités se rejoignent. L'aile avant fixée sur la partie basse du fuselage est en flèche arrière, et l'aile arrière fixée sur la partie haute de la dérive est en flèche avant ; l'aile totale, dite jointe, forme une surface projetée continue en losange creux,,.
Un avion léger, le Ligeti Stratos, est un rare exemple existant d'avion à aile jointe.
| Aile jointe rectangulaire. | Aile annulaire. | Aile cylindrique. |

## Structure

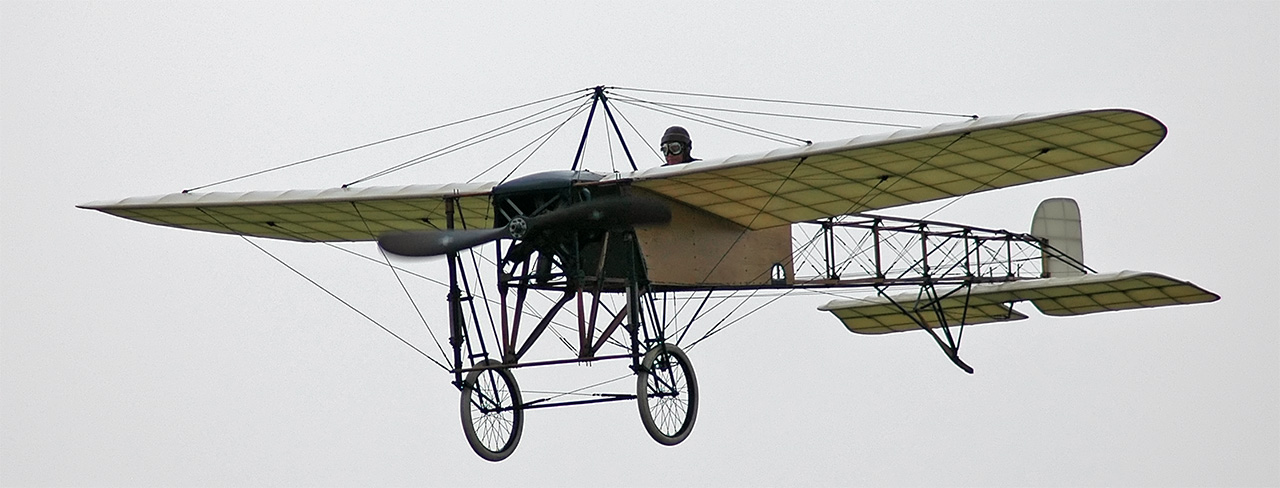
Monoplan Blériot XI.

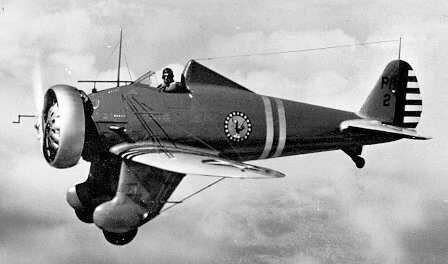
Boeing P-26 Peashooter.

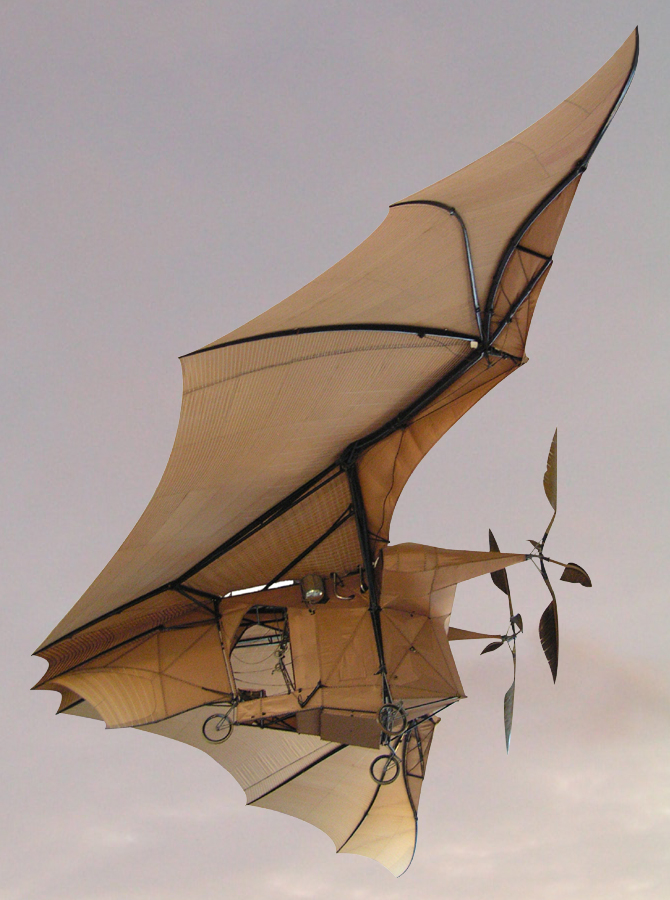
L’Avion III de Clément Ader.

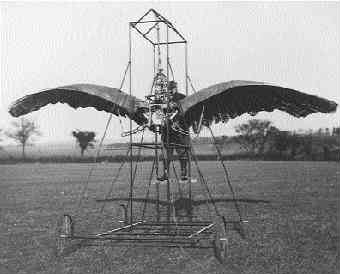
Ornithoptère Frost 1902.

### Voilure fixe
Pour résister aux efforts aérodynamiques, une aile doit être rigide en flexion et torsion, et par conséquent renforcée. En lui associant des éléments de triangulation extérieurs, les contraintes sont plus faibles et le poids peut être réduit. La triangulation utilise  des éléments travaillant en traction/compression comme des mâts et des haubans profilés, et/ou des  câbles travaillant en traction seule; l'aile est alors dite « haubanée ».
Les premiers monoplans, tels que le Blériot XI ou le Fokker Eindecker, étaient également haubanés pour réduire leur poids. Une aile basse comme celle du Boeing P-26 Peashooter est haubanée seulement par câbles.
| Aile cantilever. | Haubans en haut, Mâts en bas. | Câbles en haut, Mâts et câbles en bas. |

Presque tous les modèles multiplans sont haubanés; les ailes biplanes haubanées sont reliées par des entretoises rigides dénommées « mâts ».
Un multiplan haubané peut avoir une ou plusieurs rangées de mâts de chaque côté; chaque rangée comprend le plus souvent deux mâts disposés en tandem (un mât sur le longeron avant, un mât sur le longeron arrière), mais il existe aussi une disposition à deux mâts en V ou à un seul mât. Comme exemples, le de Havilland Tiger Moth est un biplan à une rangée de mâts; le Bristol F.2 est un biplan à deux rangées de mâts; le Flyer est un biplan à quatre rangées de mâts.
| Biplan à une rangée de mâts. | Biplan à deux rangées de mâts. |

Les haubans sont la cause d'une importante traînée à haute vitesse; ils ne sont plus utilisés sur les avions depuis le début des années 1930.

L'aile cantilever, ou en « porte-à-faux », s'est finalement imposée. Dans cette configuration, la structure tenant les efforts de l'aile – un ou plusieurs longerons attachés au fuselage au niveau de l'emplanture ainsi que des éléments reprenant la torsion – est contenue dans l'épaisseur du profil de l'aile.

### Voilures fixes inspirées du monde animal
Les premières configurations d'ailes dans l'histoire de l'aviation s'inspirent fortement de celles qui permettent aux animaux de voler ; il s'agit de biomimétisme. Les ailes « d'oiseau » et « de chauve-souris » comme celle de l'Avion III de Clément Ader comptent ainsi parmi ces ailes. L'aile d'oiseau adopte une forme incurvée semblable à l'aile tendue d'un oiseau ; elle est à l'époque particulièrement populaire et obtient un franc succès sur l'Etrich Taube. L'aile de chauve-souris présente quant à elle des nervures radiales entre lesquelles sont tendues la toile constituant l'aile. Cette configuration étaient notamment utilisée pour les avions à ailes repliables.
| Aile « d'oiseau ». | Aile « de chauve-souris ». |

### Ailes battantes
À la même époque, des avions à ailes battantes, dénommés ornithoptères, ont été testés. Mais trop compliqués à concevoir, et trop fragiles, ils ont été abandonnés au profit d'avions à voilure fixe. De nos jours, le principe retrouve des applications dans le domaine des avions expérimentaux[réf. nécessaire] et des microdrones.

## Forme en plan
La forme en plan d'une aile correspond à sa forme vue du dessus.

### Allongement

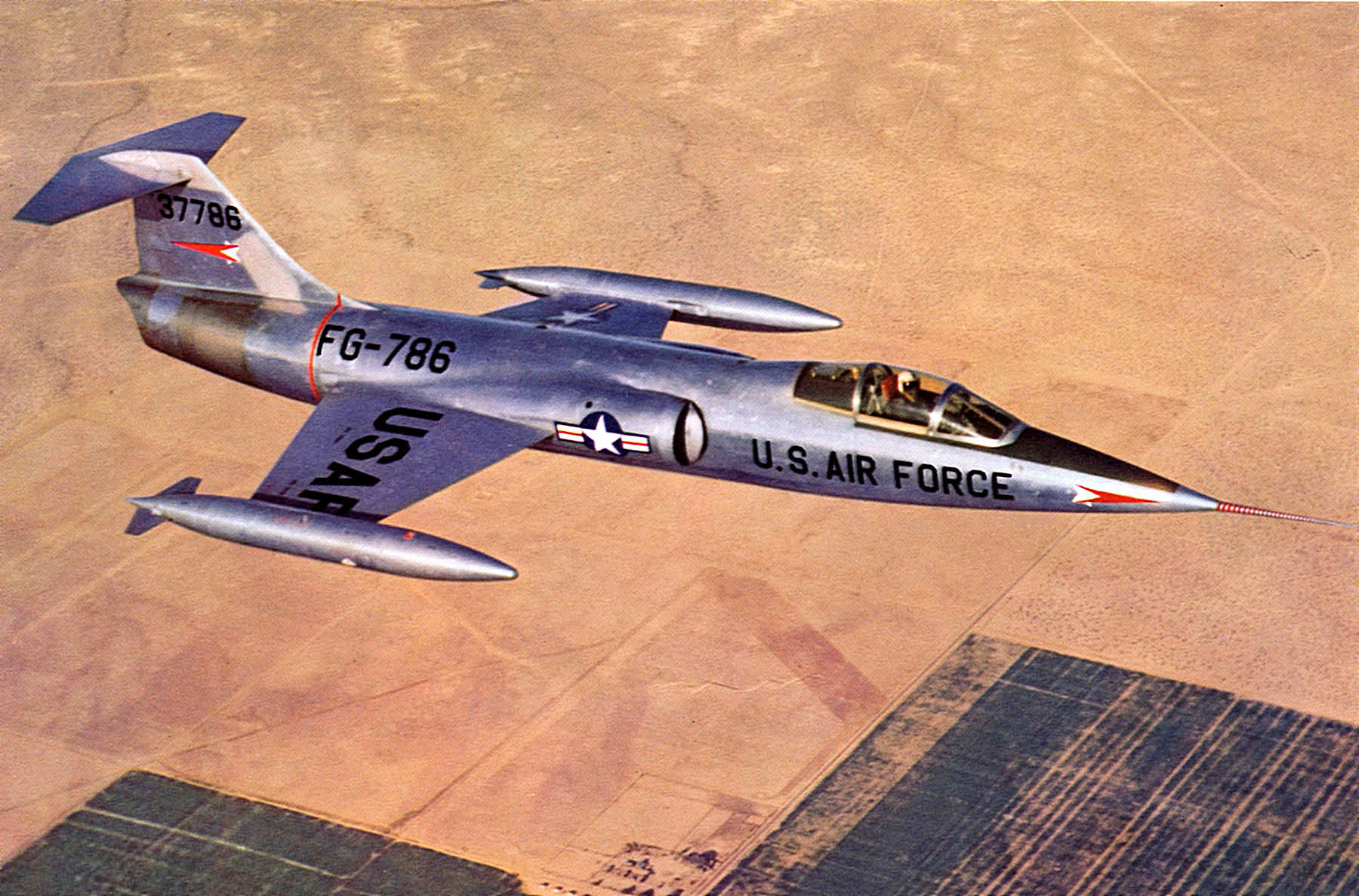
Aile à faible allongement, Lockheed F-104 Starfighter.

L'allongement d'une aile est le rapport entre le carré de l'envergure et la surface projetée de l'aile. Intuitivement, un allongement élevé dénote une aile longue et étroite tandis qu'un allongement faible indique une aile large et plus trapue. Les avions à faible allongement (aile trapèze ou delta par exemple) sont plus efficaces structurellement, plus maniables et ont des profils plus fins, mieux adaptés au vol supersonique ; c'est la raison pour laquelle cette configuration est généralement utilisée par des avions de combat (Lockheed F-104 Starfighter) et par des avions à haute vitesse (North American X-15). À l'inverse, les avions à allongement élevé sont aérodynamiquement plus efficaces car ils ont moins de traînée induite par la portance ; ce sont ainsi généralement des avions subsoniques (Lockheed U-2, ATR 72) ou des planeurs.
| Allongement faible. | Allongement modéré. | Allongement élevé. |

### Angle de flèche

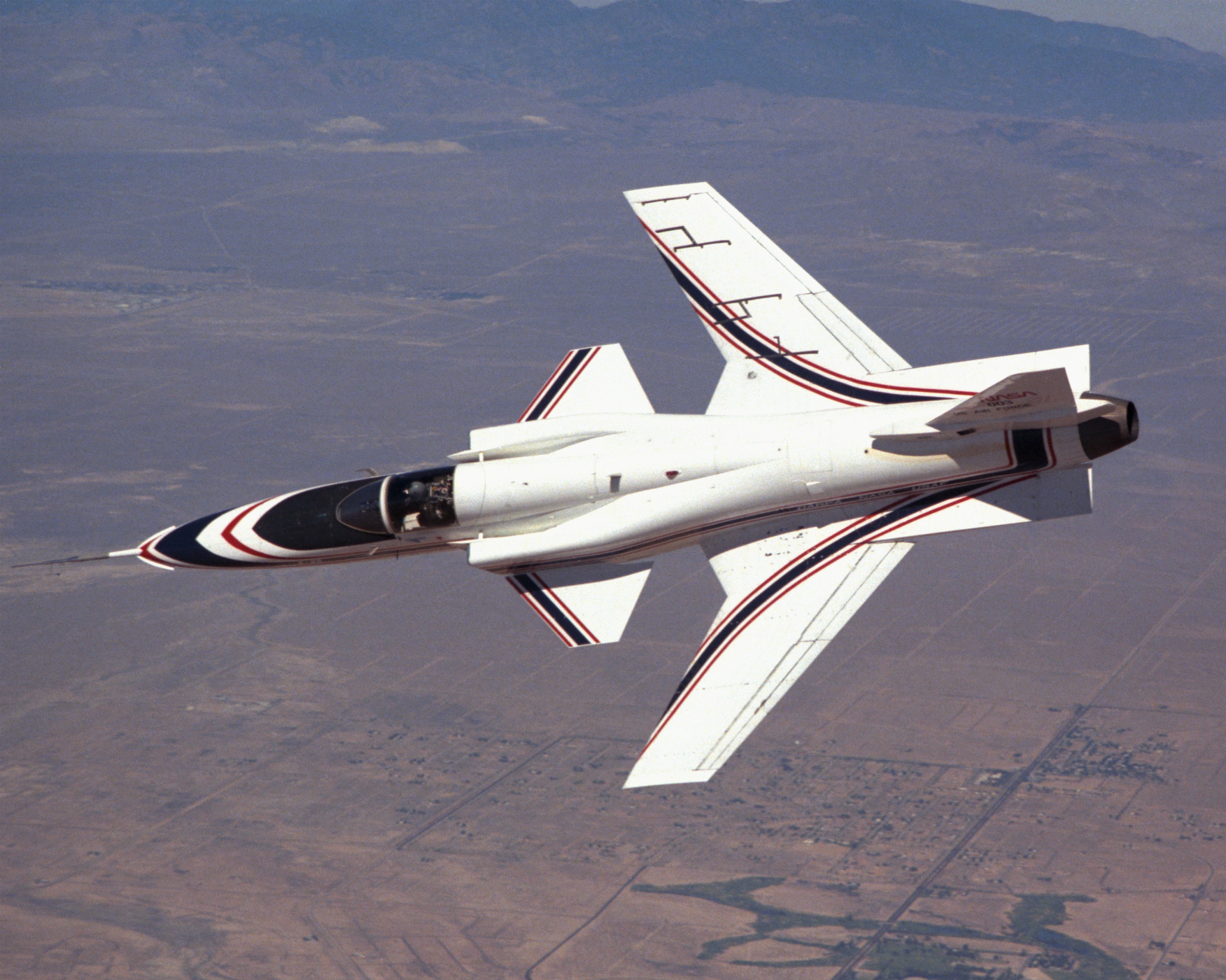
Aile à flèche inverse, Grumman X-29.

L'angle de flèche désigne l'angle formé entre l'aile et le plan transversal de l'avion. Une aile droite (0° d'angle de flèche) est l'aile la plus efficace structurellement et la plus commune sur les avions ne dépassant pas Mach 0,6. En revanche, une aile en flèche (angle de flèche positif) permet de réduire la traînée de compressibilité d'un avion volant à plus de Mach 0,7, ce qui explique que la plupart des avions militaires comme civils adoptent aujourd'hui cette configuration,.
Généralement, l'angle est d'autant plus important que le nombre de mach est élevé, de manière à diminuer la traînée d'onde. Particularité des ailes en flèche, les ailes en flèche inversée (angle de flèche négatif) peuvent apporter une maniabilité accrue et permettre une implantation des ailes sur le fuselage plus reculée, libérant l'avant pour la cabine de pilotage ou une soute à bombes. En contrepartie, la structure des ailes est soumise à des efforts mécaniques importants et l'avion s'avère plus difficile à contrôler.
Développés dans les années 1970, certains avions à géométrie variable peuvent faire varier la flèche de leur voilure en cours de vol pour tirer profit des avantages offerts par les ailes droites et les ailes delta.

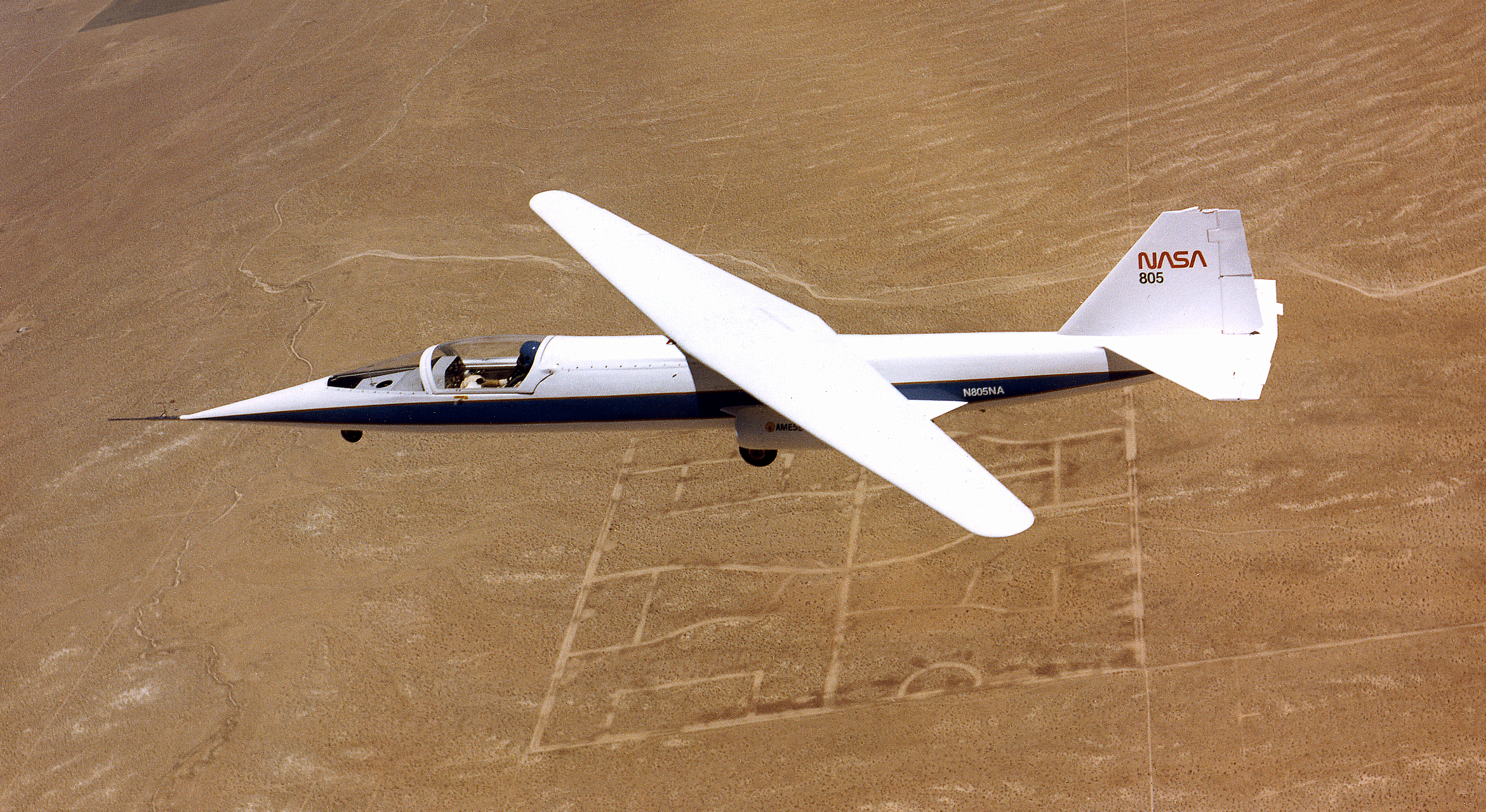
L'AD-1 et son aile oblique.

L'aile oblique (testée sur l'avion expérimental NASA AD-1) est un type particulier d'aile à géométrie variable articulée sur un unique pivot central ; lorsque l'aile pivote, son angle de flèche est négatif sur une aile et positif sur l'autre. L'aile oblique présente entre autres l'avantage de réduire la traînée d'onde.
| Droite. | En flèche. | En flèche inversée. | Géométrie variable. | Oblique. |

D'autres configurations présentent un angle de flèche non constant le long de l'aile. L'angle de flèche d'une aile « croissant » par exemple, est plus élevé sur la partie de l'aile proche du fuselage que celle éloignée. Ce type d'aile a notamment été utilisé par le bombardier stratégique britannique Handley Page Victor. Les ailes en M et en W (à ne pas confondre avec les ailes en mouette et en mouette inversée) adoptent pour leur part, comme leur nom l'indique, un plan de forme respectivement en « M » et en « W » ; bien qu'elles aient fait chacune l'objet d'études dans les années 1950, ces deux types d'ailes n'ont finalement jamais été construites.
| Aile « croissant ». | Aile en M. | Aile en W. |

### Variation de la corde

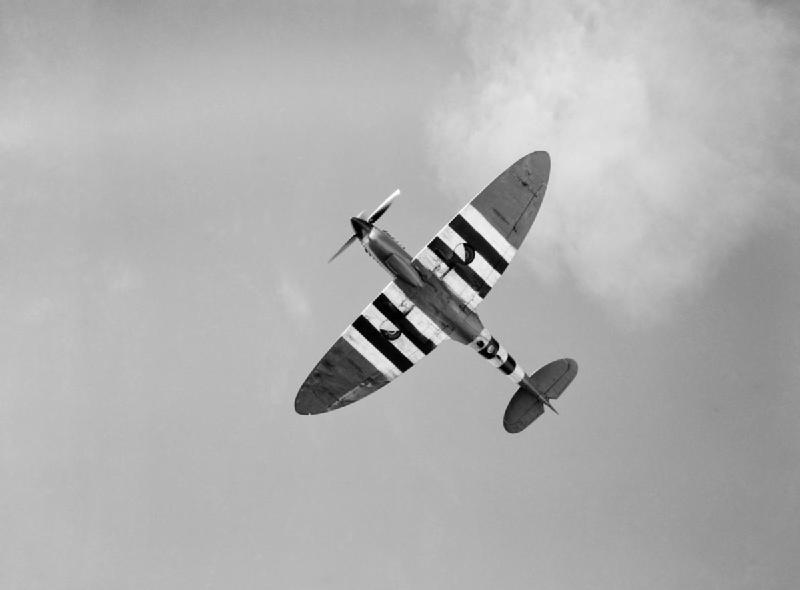
L'aile elliptique du Spitfire.

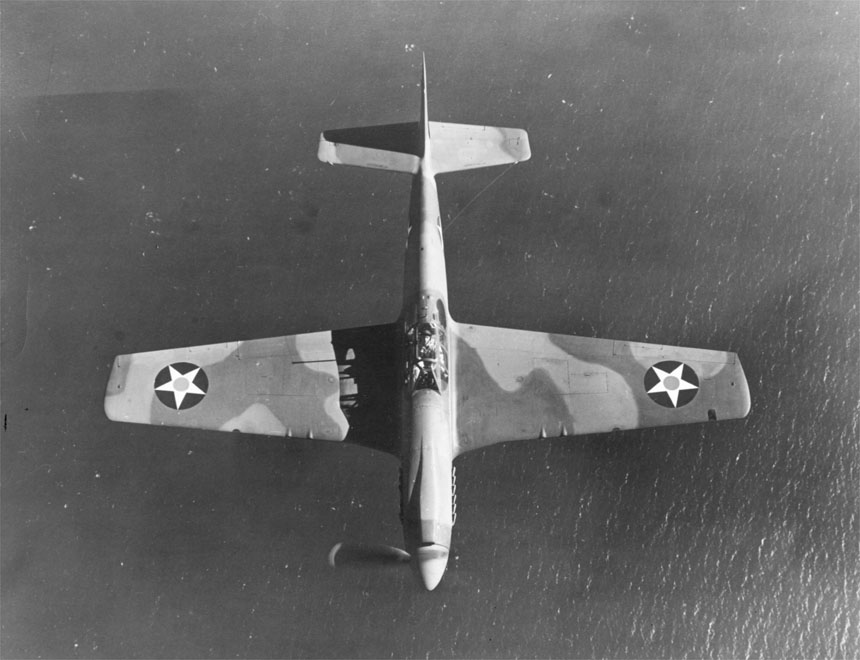
Aile effilée du P-51A Mustang.

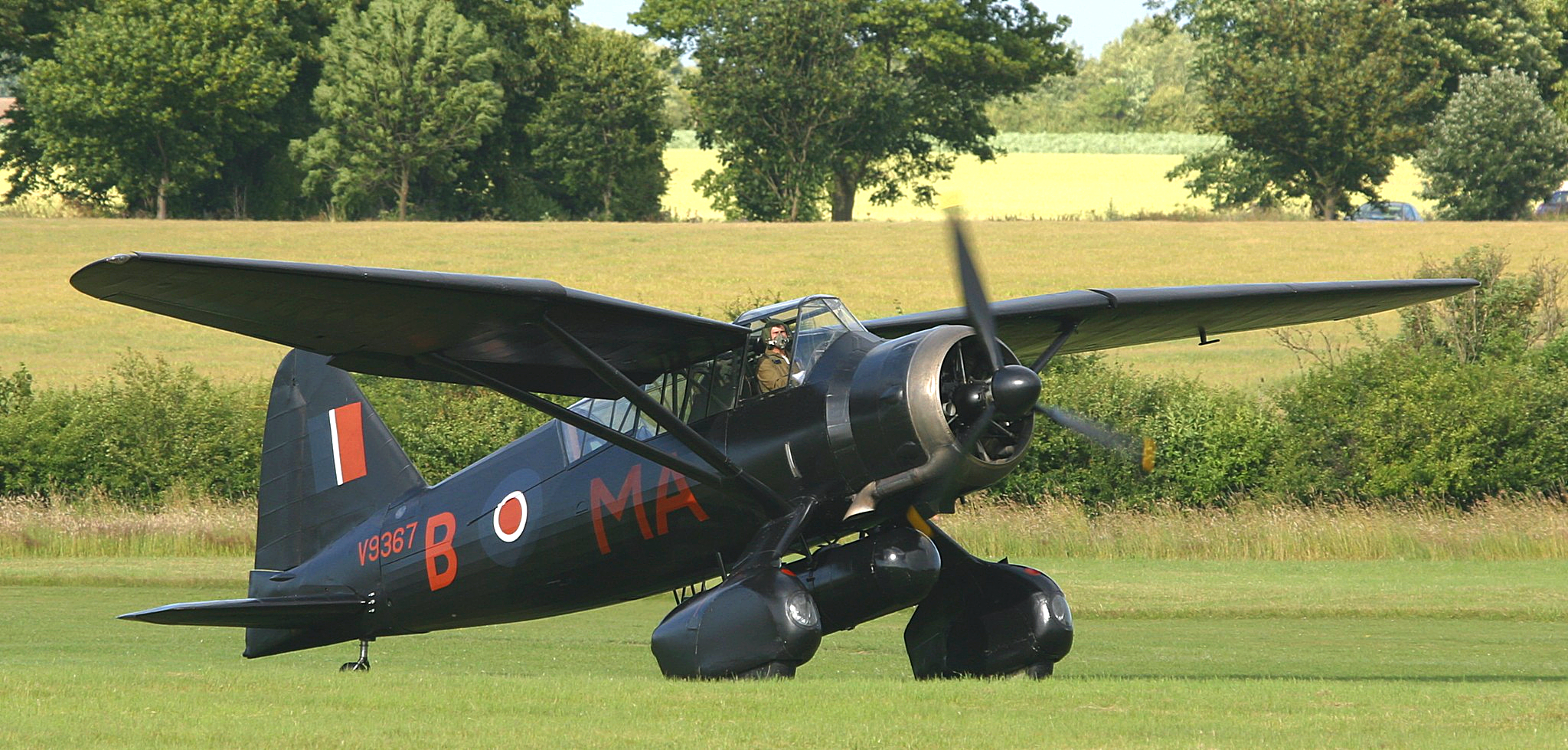
Aile effilée complexe du Westland Lysander.

On parle d'aile à corde constante lorsque le bord d'attaque et le bord de fuite sont parallèles. D'une conception simple, l'aile à corde constante est plus fréquente sur les avions légers, pour des raisons de coût de fabrication. La corde d'une aile peut varier sur son envergure, pour des raisons structurelles comme aérodynamiques.
Une aile elliptique a théoriquement, si sa répartition de portance en envergure est elliptique, une traînée induite minimale aux vitesses subsoniques. Cette configuration peut augmenter la finesse de l'aile. Le Supermarine Spitfire, aéronef de la Seconde Guerre mondiale, est le plus célèbre des aéronefs à aile elliptique.
L'aile effilée, structurellement et aérodynamiquement plus efficace qu'une aile à corde constante, et plus facile à fabriquer que l'aile elliptique, est en fait la configuration la plus répandue. Un léger vrillage permet d'obtenir une répartition de portance elliptique, et sa corde à l'emplanture étant plus grande que celle de l'aile elliptique, les contraintes de flexion sont plus faibles, permettant ainsi de diminuer la masse de la structure et de gagner en traînée aérodynamique.
L'aile effilée inverse est structurellement très inefficace ; elle n'a été testée qu'expérimentalement sur la Republic XF-91 Thunderceptor pour tenter de surmonter les problèmes de décrochage des ailes en flèche. L'aile effilée complexe est une aile effilée simple dont la corde à l'emplanture est diminuée pour améliorer la visibilité du pilote.
L'aile trapézoïdale (ou en diamant), caractérisée par un allongement et un angle de flèche faibles, est une configuration d'aile qui peut utiliser des profils très fins adaptés aux vitesses supersoniques ; cette disposition peut améliorer la furtivité de l'avion. Le Lockheed Martin F-22 Raptor utilise cette aile.
| Corde constante. | Elliptique. | Effilée. | Effilée inverse. | Effilée complexe. | Trapézoïdale. |

### Aile delta

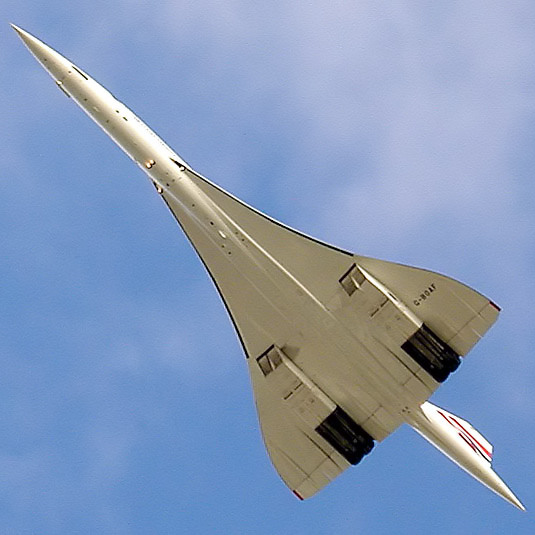
Aile delta modifiée « gothique » de l'avion de ligne supersonique Concorde.

L'aile delta, du symbole grec Δ, est une configuration d'aile caractérisée par une forme triangulaire. Cette forme est aujourd'hui encore retenue par de nombreux avions de chasse supersoniques pour sa faible traînée en supersonique, sa bonne résistance structurelle allié à un poids restreint et son volume d'emport,. Les ailes delta connaissent de nombreuses variantes : delta simple, delta avec empennage (pour améliorer la maniabilité de l'aéronef) ou encore delta tronquée, dont la corde marginale est augmentée pour améliorer la portance en bout d'aile à des angles d'incidence élevés. L'aile brisée, ou double delta, permet aussi d'améliorer la portance à des angles d'incidence élevés.
L'aile gothique (ou en ogive), est une variante de la forme triangulaire de l'aile delta. Elle présente un bord d'attaque à flèche variable, la flèche étant très forte à l'emplanture. Cette modification est destinée à augmenter la portance à forte incidence en utilisant la portance tourbillonnaire générée par des vortex hypersustentateurs. La corde marginale est également augmentée, ce qui conduit à la forme du bord d'attaque à double courbure. Elle a été notamment utilisée par le supersonique civil Concorde et le bombardier Avro Vulcan.
| Delta. | Delta à empennage. | Delta tronquée. | Brisée ou double delta. | Gothique. |

### Aile circulaire
L'aile circulaire enfin, forme un disque percé ou non en son centre ; outre une capacité d'emport plus importante qu'une aile droite, cette configuration permettrait également de réduire la traînée parasite. L'aéronef Lee-Richards est l'un des premiers avions de ce type à voler de manière stable, peu avant la Première Guerre mondiale.
| Ailes circulaires. |

### Aile asymétrique

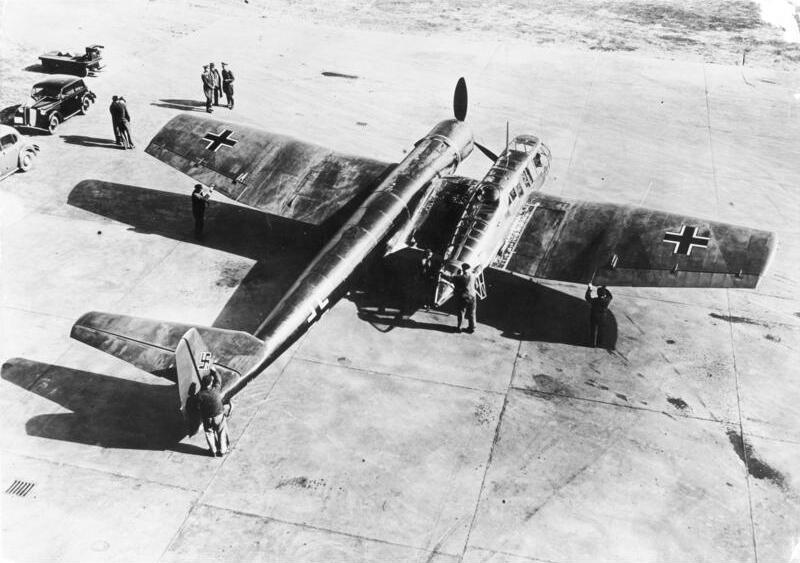
Aile asymétrique du Blohm & Voss BV 141.

Sur un petit nombre d'avions dans l'histoire de l'aviation, les deux ailes ne sont pas symétriquement identiques. C'est notamment le cas du Blohm & Voss BV 141 dont le poste de pilotage est décalé sur la droite de sorte que l'observateur avait un excellent champ de vision vers l'avant, l'arrière et la droite. Par ailleurs, sur plusieurs avions de chasse italiens, une aile est légèrement plus longue que l'autre pour aider à lutter contre le couple moteur.
| Aile asymétrique. |

## Avec ou sans empennage

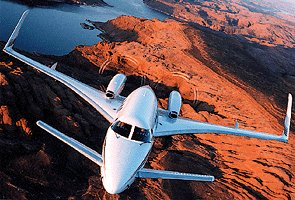
Avion-canard Beechcraft Starship.

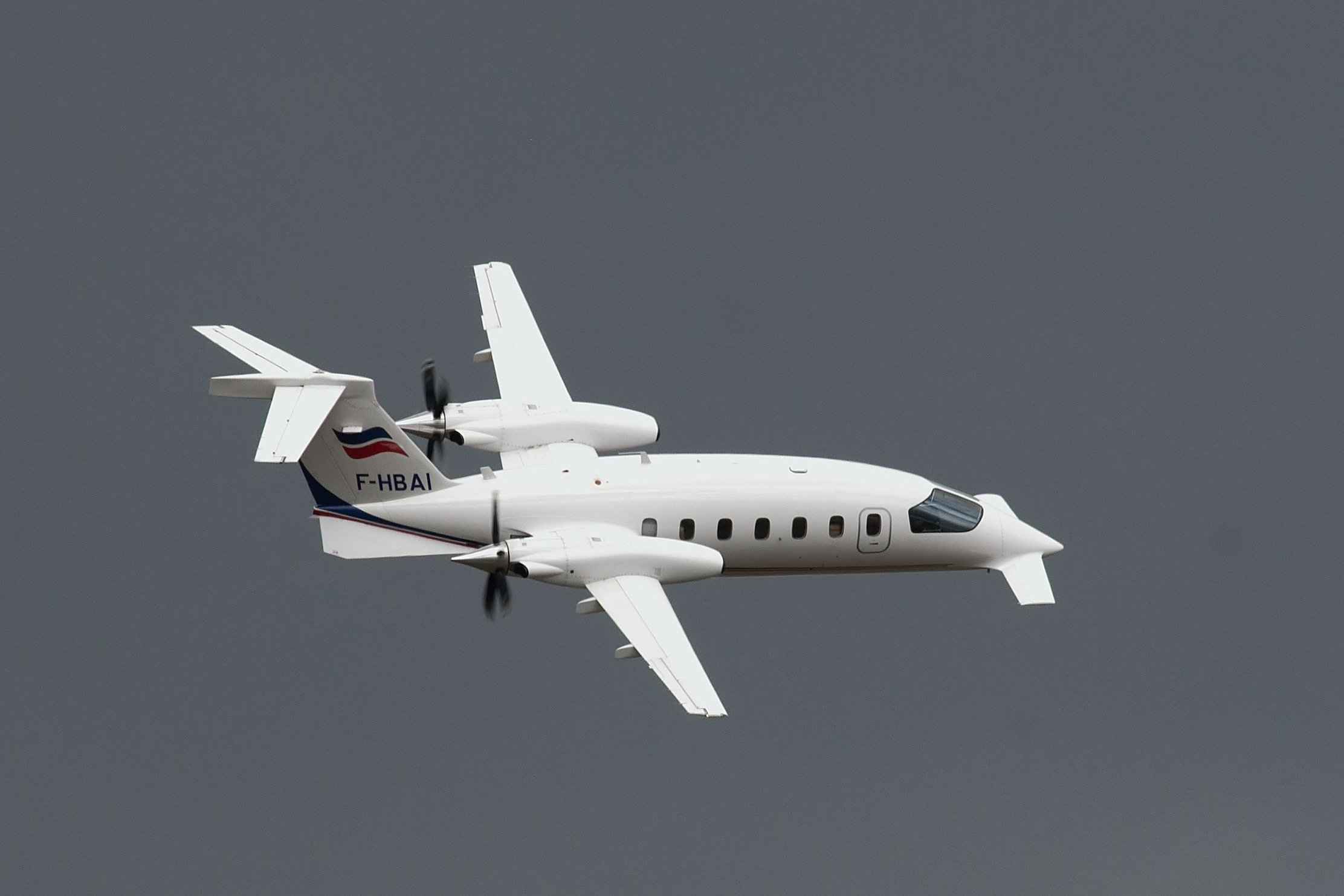
Avion « trois surfaces » Piaggio P-180 Avanti.

Une aile est naturellement instable en tangage. C'est la raison pour laquelle un empennage doit en général lui être ajouté. Il existe néanmoins des configurations différentes, sans empennage.
L'avion conventionnel présente un empennage horizontal déporteur : il s'agit d'un ensemble de plans fixes et mobiles qui assure la stabilité en tangage et porte la gouverne de tangage (gouverne de profondeur). Pour cela, ces surfaces sont éloignées au maximum du centre de gravité et sont donc placées, le plus souvent, en queue de fuselage.
Les avions-canards présentent une petite aile ou plan canard portante placé en avant de la voilure principale. Cette aile peut être surélevée au-dessus du fuselage (Focke-Wulf F 19, ULM CP 150 Onyx) ou bien disposée sous forme de deux plans disposés de part et d'autre du fuselage (VariEze, Rafale). Le plan canard, qui n'est pas un plan stabilisateur, permet d'éviter le décrochage de l'aile principale : bien conçu, il décroche en premier ; l'aéronef pique alors du nez, évitant le décrochage de l'aile principale. Configuration commune dans les premières années de l'aviation, elle disparait ensuite durant la Première Guerre mondiale avant de refaire surface avec le Saab 37 Viggen dans les années 1970 et les avions légers de type VariEze.
Les avions à ailes en tandem ont deux ailes portantes de taille comparables, placées l'une derrière l'autre, généralement décalées en hauteur, mais pas d'empennage. Comme pour les avions-canards, c'est l'aile arrière qui sert le rôle d'empennage horizontal.
Un avion dit « à trois surfaces » est un avion conventionnel qui présente un plan canard ajouté en avant de la voilure principale.
Dans le cas d'une aile volante, c'est une partie de l'aile à portance faible ou nulle, placée à l'arrière du profil (profil dit autostable) ou en bout d'aile (aile volante en flèche) qui stabilise l'appareil.
| « Conventionnel ». | Canard. | Tandem. | Trois surfaces. | Sans empennage. |

## Dièdre

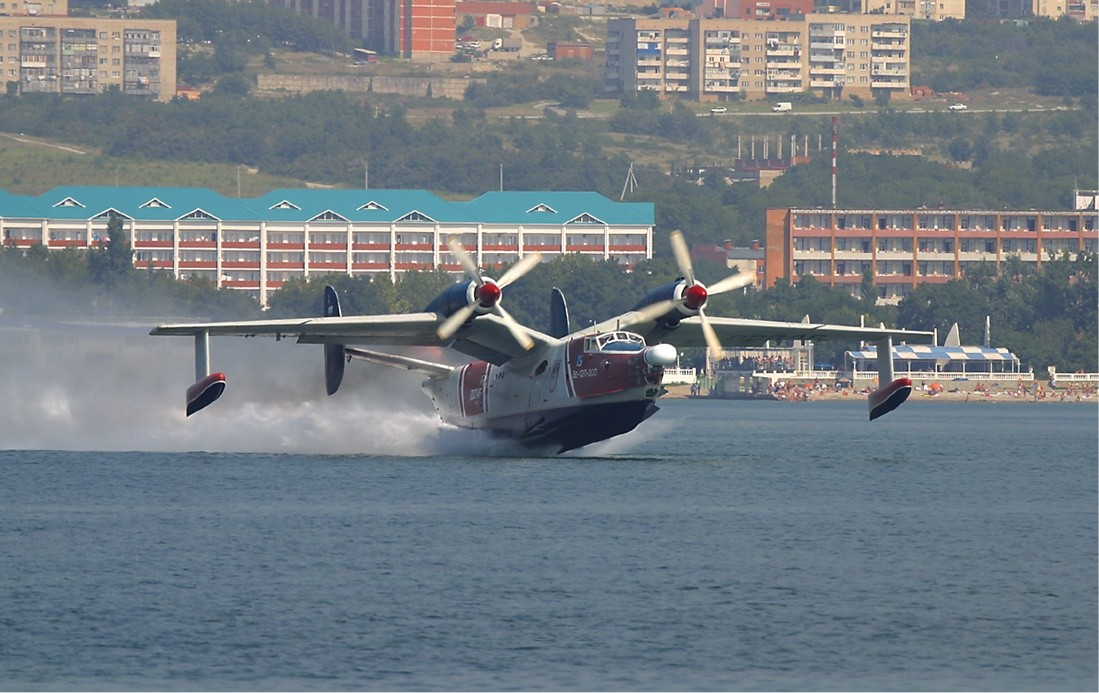
Aile de mouette, hydravion Beriev Be-12.

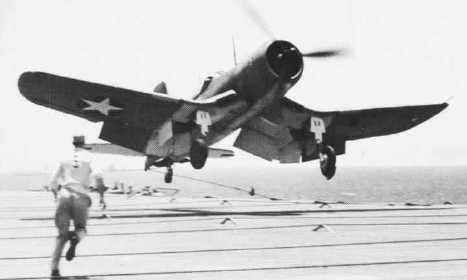
aile de mouette inversée, F4U-1.

Le dièdre est l'angle formé par le plan de chaque aile avec le plan horizontal. Le dièdre peut être positif (ailes vers le haut) ou négatif (ailes vers le bas) ; il peut également n'affecter qu'une partie de la voilure (les extrémités seulement par exemple), comme sur les avions légers Jodel. Un léger dièdre effectif – différent du dièdre simple car il intègre la flèche et la position verticale de l'aile – positif est nécessaire à la stabilité combinée en roulis-lacet des avions ; un dièdre négatif (généralement sur des avions à ailes hautes) permet d'éviter un excès de stabilité spirale et ainsi de conserver un comportement en vol classique,. Les avions à aile haute comme l'Alpha Jet, le bombardier Boeing B-52 Stratofortress et les avions militaires de transport, tel l'Airbus A400M, ont souvent un dièdre négatif.
| Dièdre positif. | Dièdre négatif. | Biplan à aile inférieure à dièdre positif. |

Les ailes de mouette (ou aile PZL, du nom du premier aéronef disposant de ce type d'aile) et en mouette inversée sont deux configurations particulières de dièdre adoptant la forme des ailes d'une mouette en vol. L'aile en mouette est développée sur les hydravions au début des années 1930 avec l'augmentation de la puissance des moteurs et celle du diamètre des hélices ; en effet, elles permettent d'installer les moteurs plus haut, à plus grande distance de l'eau et donc avec la possibilité d'installer des hélices de grand diamètre.
L'aile en W (en mouette inversée) permet, quant à elle, d'installer un train d'atterrissage plus court et donc plus léger. Le Junkers Ju 87 et le Chance Vought F4U Corsair sont typiques de cette configuration.
| Aile en mouette | Aile en mouette inversée. |

## Aile volante et configurations assimilées

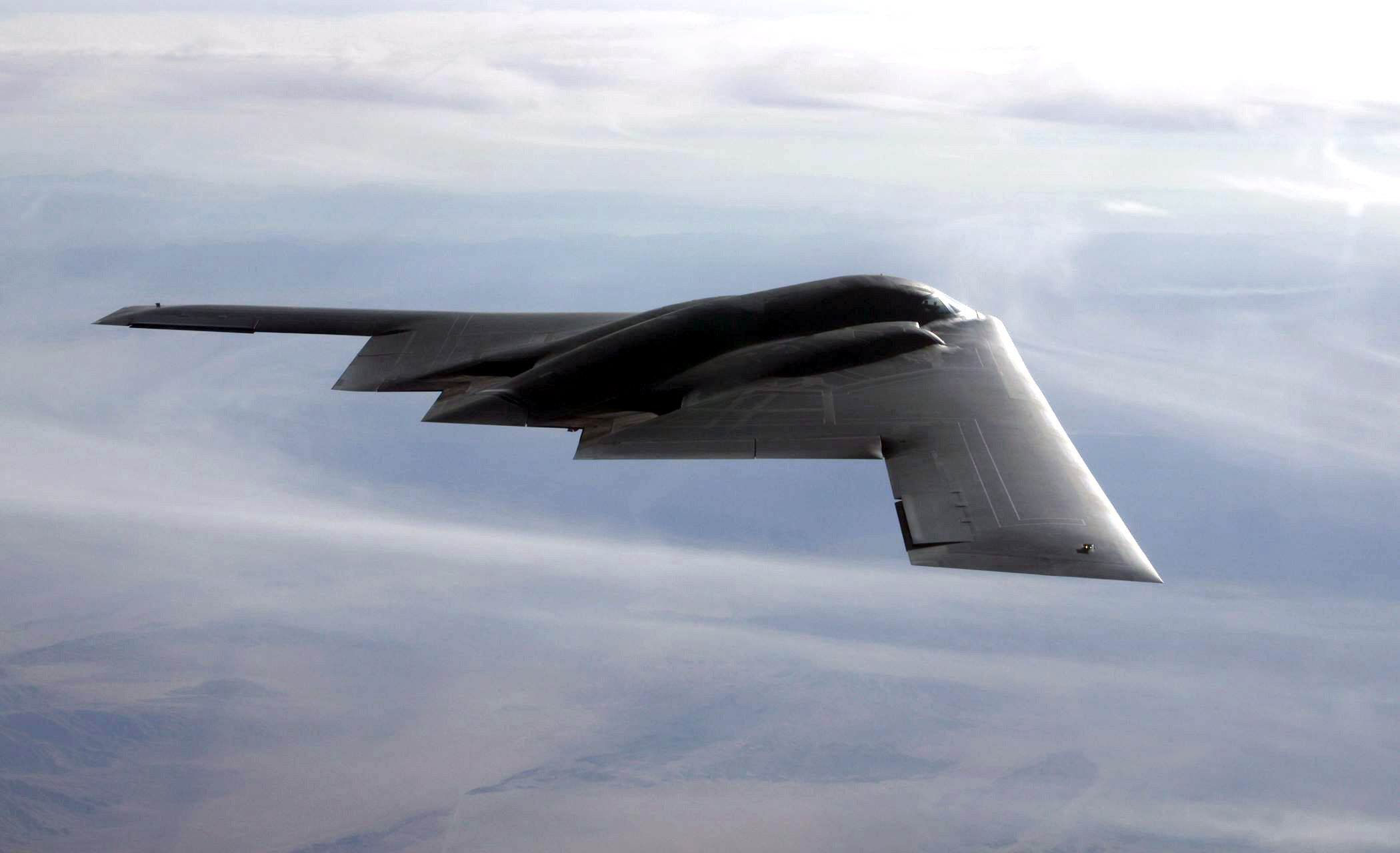
Aile volante Northrop B-2 Spirit.

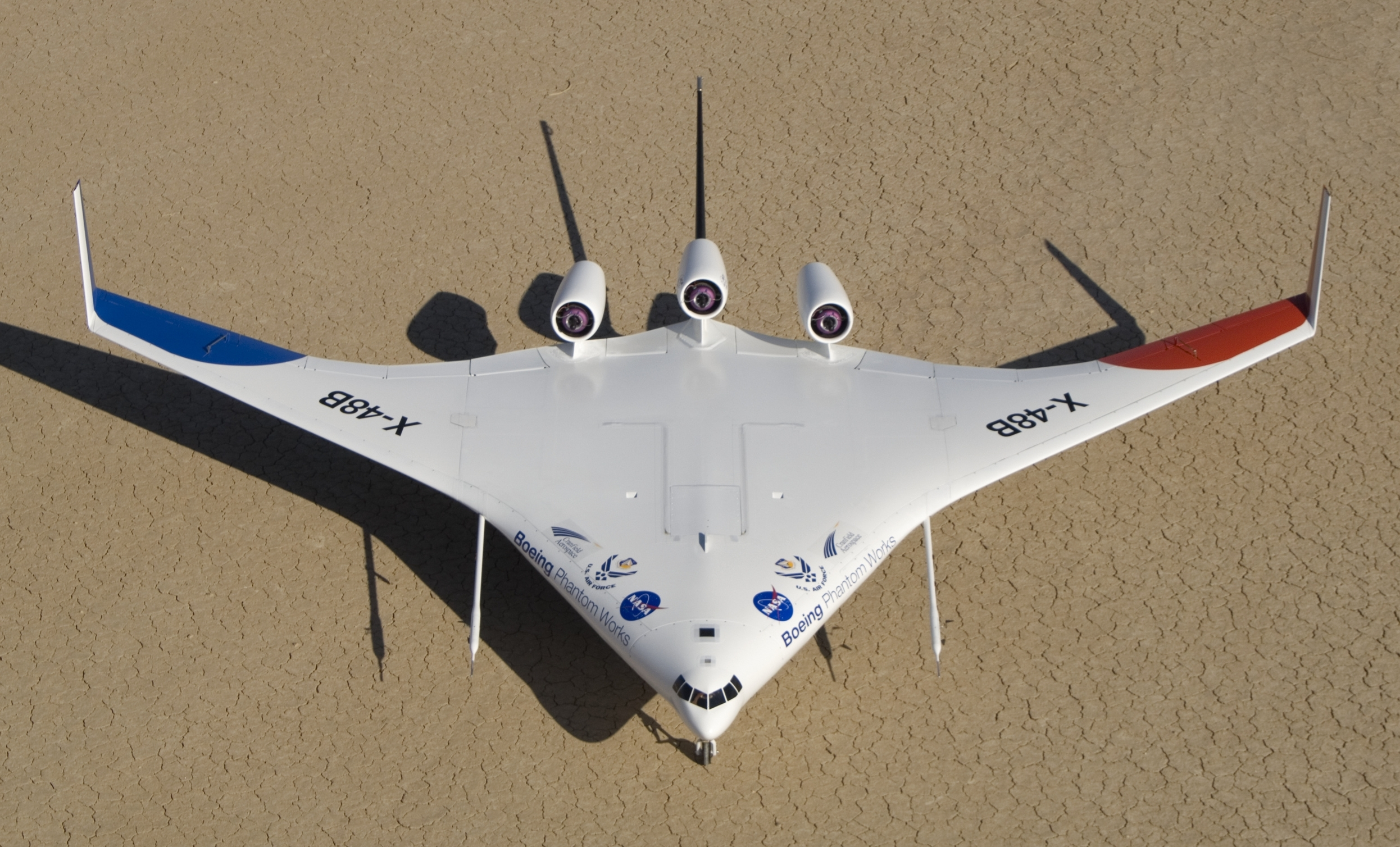
Avion à fuselage intégré Boeing X-48.

Une aile volante désigne un aérodyne ne possédant ni fuselage ni empennage, et dont l'ensemble des différentes surfaces mobiles nécessaires à son pilotage est situé sur l'aile : ailes Horten, Northrop. Le cockpit est placé dans l'aile qui embarque également la charge utile et le carburant.
| Aile volante. | Fuselage intégré. | Fuselage porteur. | Soucoupe volante. |

Dénuée de surfaces verticales (ni empennage vertical ni fuselage distinct), l'aile volante présente une faible signature radar, ce qui est un critère majeur pour les avions militaires. Ce type d'appareil est relativement moins performant en vitesse, charge utile et stabilité, ce qui explique l'absence d'ailes volantes dans le domaine civil. Le Northrop B-2 Spirit, avion bombardier américain, est typique des ailes volantes.
Par extension, une aile volante désigne aussi un aérodyne ne possédant pas d'empennage horizontal, mais une ou plusieurs dérives distinctes de l'aile, comme sur les ailes Fauvel. Le fuselage est différencié de l'aile.
Un avion à fuselage intégré (Blended Wing Body ou BWB en anglais) est un concept expérimental qui essaye d'intégrer un fuselage dans une aile volante. Dans ce mariage le fuselage participe, au même titre que les ailes, à la portance. Notamment étudié par la division Phantom Works de Boeing avec l'aide de l'agence spatiale américaine (NASA) sur le X-48.
Un avion à fuselage porteur (lifting body en anglais) est un aéronef sur lequel l'effet de portance n'est pas produit par des ailes mais par le fuselage. Cette conception peut trouver son application dans les engins spatiaux ou hypersoniques.
La soucoupe volante Avro Canada VZ-9 Avrocar est un engin expérimental à décollage vertical (VTOL), à portance aérostatique (soufflante de sustentation). Stable en vol stationnaire, l'Avrocar se révélait difficile à contrôler en vol horizontal.

## Géométrie variable
Outre les avions à aile à flèche variable et à aile oblique évoqués précédemment (cf. la section « Angle de flèche »), d'autres configurations à géométrie variable ont également été imaginées.
L'avion à aile télescopique fait varier l'envergure de l'aile, et donc son allongement et la surface alaire. L'aile se rétracte en partie dans le fuselage pour diminuer la traînée en vol de croisière, et elle est étendue pour augmenter la surface alaire pendant le décollage et l'atterrissage. L'avion prototype Makhonine 1935 et le Gerin V-6E Varivol 1938 s'inscrivent dans cette configuration.
L'avion à corde variable Varivol Gérin 1936 est un biplan qui peut faire varier la corde des ailes, et multiplier sa surface alaire par quatre. Avion détruit au premier essai (instabilité).
| Aile à flèche variable. | Aile oblique. | Aile télescopique. | Aile à corde variable. |

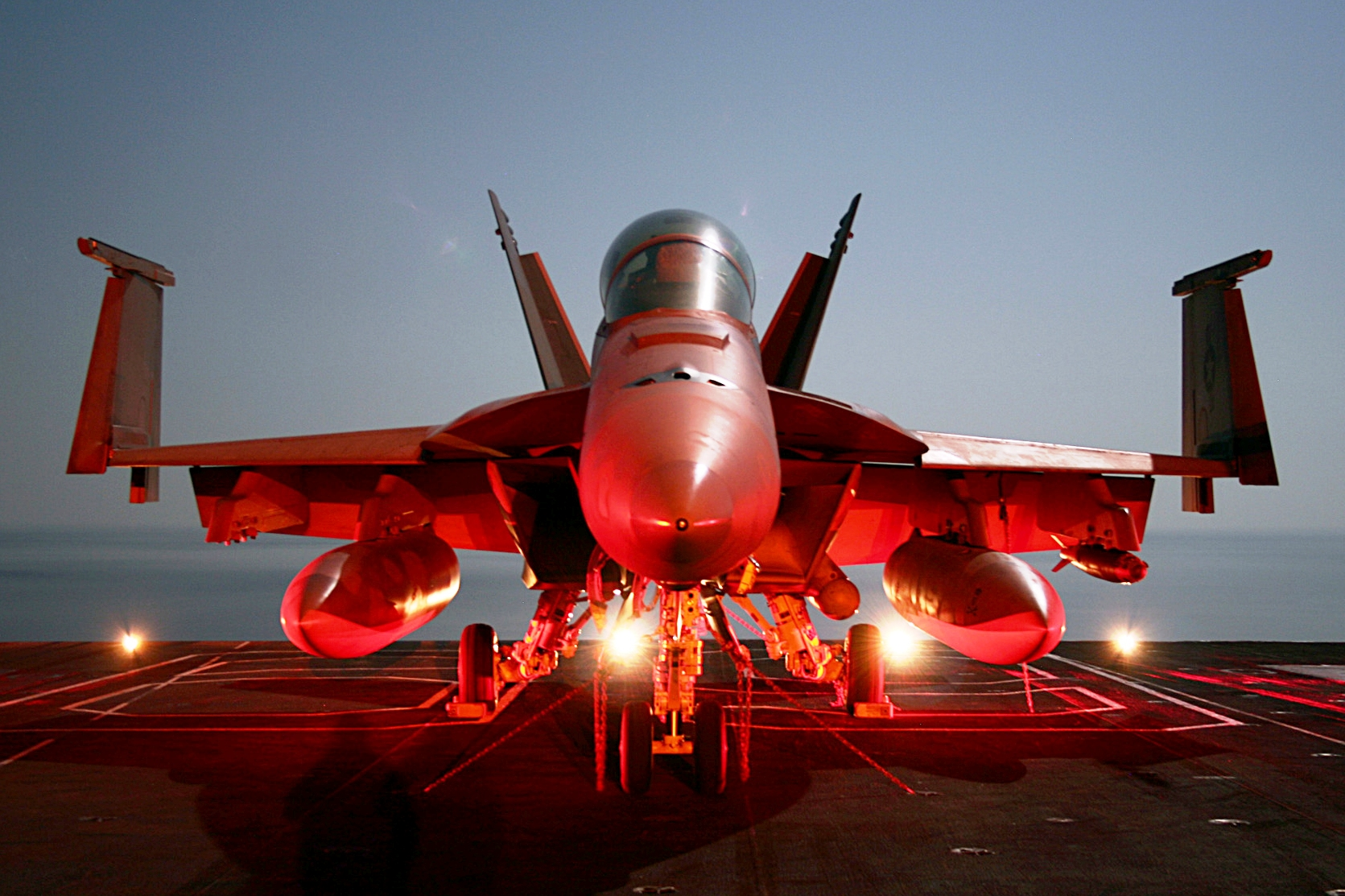
F/A-18E/F Super Hornet à ailes repliables.

Les bouts d'ailes repliables, généralement vers le haut, sont une disposition couramment utilisée pour les avions opérant sur  porte-avions. Inauguré en 1937 sur le Vought SB2U Vindicator et le Douglas TBD Devastator, ce concept permet de ranger un plus grand nombre d'avions sur le pont et de leur offrir l'accès aux ascenseurs et aux hangars de dimensions réduites.
L'avion supersonique North American XB-70 Valkyrie abaisse l'extrémité de ses ailes en vol pour améliorer ses performances supersoniques.
L'avion à aile polymorphique est capable de changer le nombre de plans qui composent sa voilure. Le prototype biplan Nikitine-Chevtchenko IS peut ainsi se métamorphoser en monoplan en repliant son aile basse dans une cavité dans l'aile haute.
L'avion à aile jetable Hillson Bi-mono est un avion avion expérimental anglais, imaginé dans les années 1940 et construit en un seul exemplaire, pouvait décoller en biplan avant de se séparer de son aile supérieure, jetée par-dessus bord, et de voler en monoplan.
| Aile repliable. | Aile polymorphique. | Aile jetable. |